# St. Mullin’s
St. Mullin’s (irisch Tigh Moling, „Molings Haus“) ist ein kleines Dorf im irischen County Carlow. Es ist hauptsächlich durch die Ruinen einer frühchristlichen Klosteranlage bekannt.

## Lage
St. Mullin’s liegt am südlichen Ende des Countys Carlow hoch über dem Ostufer des Flusses Barrow. Es ist circa 10 km von den beiden größeren Orten Graiguenamanagh im Norden und New Ross im Süden entfernt. Die Regionalstraße R729 führt etwa 2 km östlich am Ort vorbei; zu dieser führen kleine Nebenstraßen.
In der zweiten Hälfte des 18. Jahrhunderts wurde der Fluss schiffbar gemacht und durch einen Kanal von Robertstown nach Monasterevin an den Grand Canal angeschlossen. Heute hat die kommerzielle Schifffahrt keine Bedeutung mehr, der ehemalige Treidelpfad wird aber als Langstrecken-Wanderweg mit St. Mullin’s als Endpunkt genutzt.

## Geschichte
Das Kloster – und somit auch der Ort – ist nach seinem Gründer, dem heiligen Moling, benannt. Dieser starb 697.
Im frühen 9. Jahrhundert wurde es von den Wikingern geplündert und in der Nähe wurde von diesen eine Siedlung gegründet.
Kurz nach ihrer Eroberung Irlands errichteten die Normannen im 12. oder 13. Jahrhundert eine Motte mit Bailey (Vorburg).
Eine heilige Quelle, Tobar Moling, war über viele Jahrhunderte ein wichtiger Anziehungspunkt für Wallfahrten. 

## Sehenswürdigkeiten

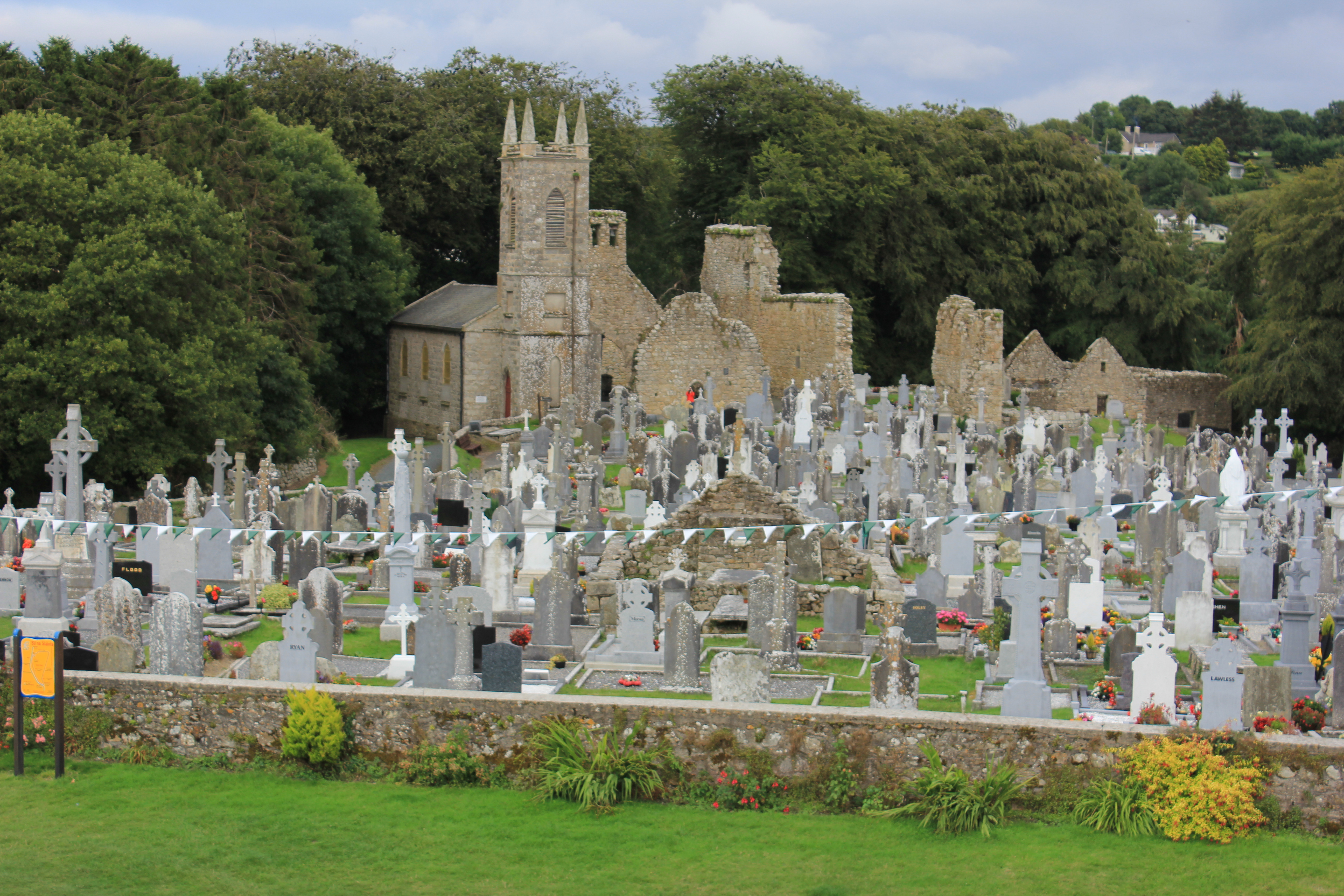
Ehemalige Klosteranlage und Friedhof
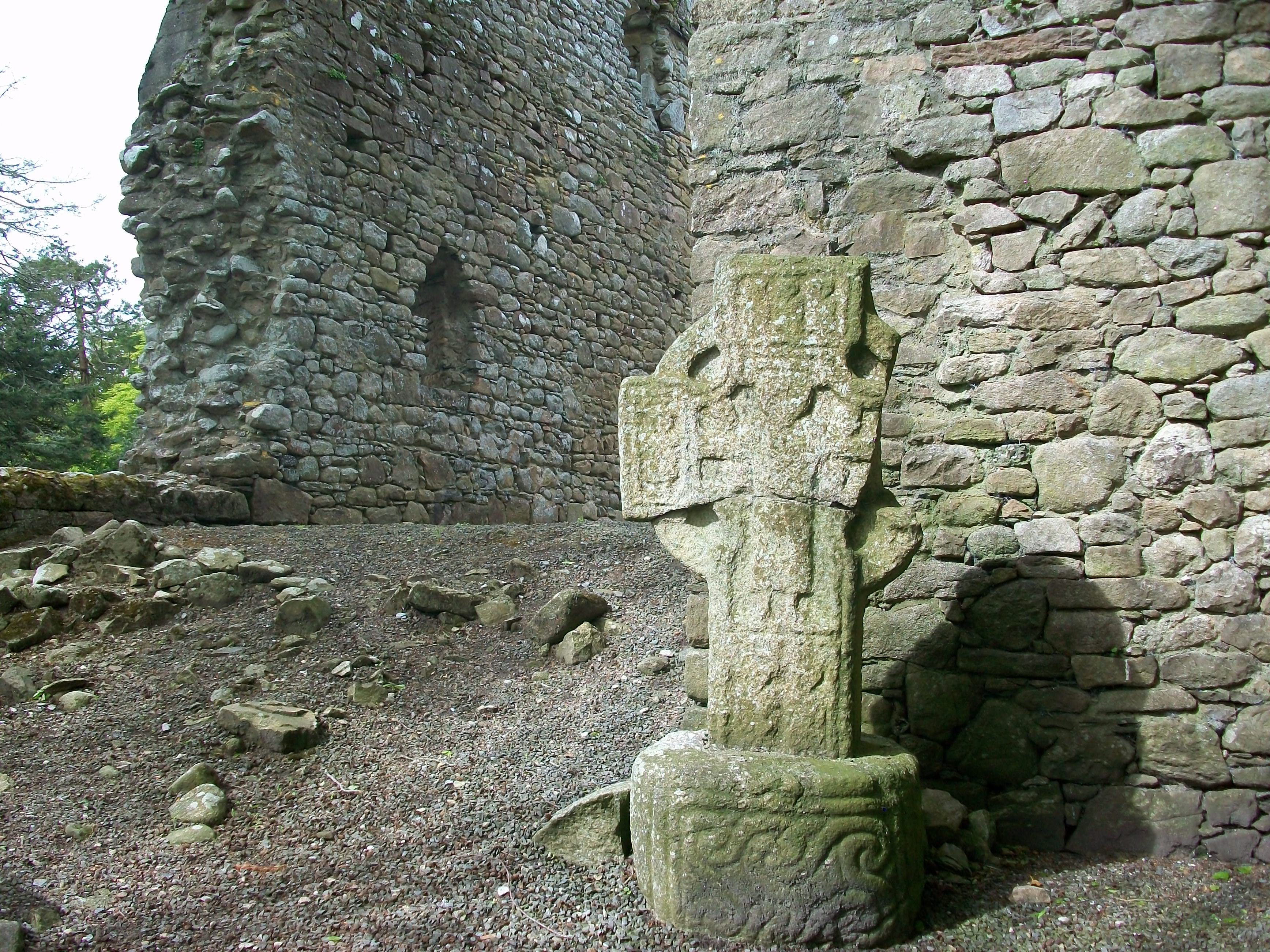
Hochkreuz
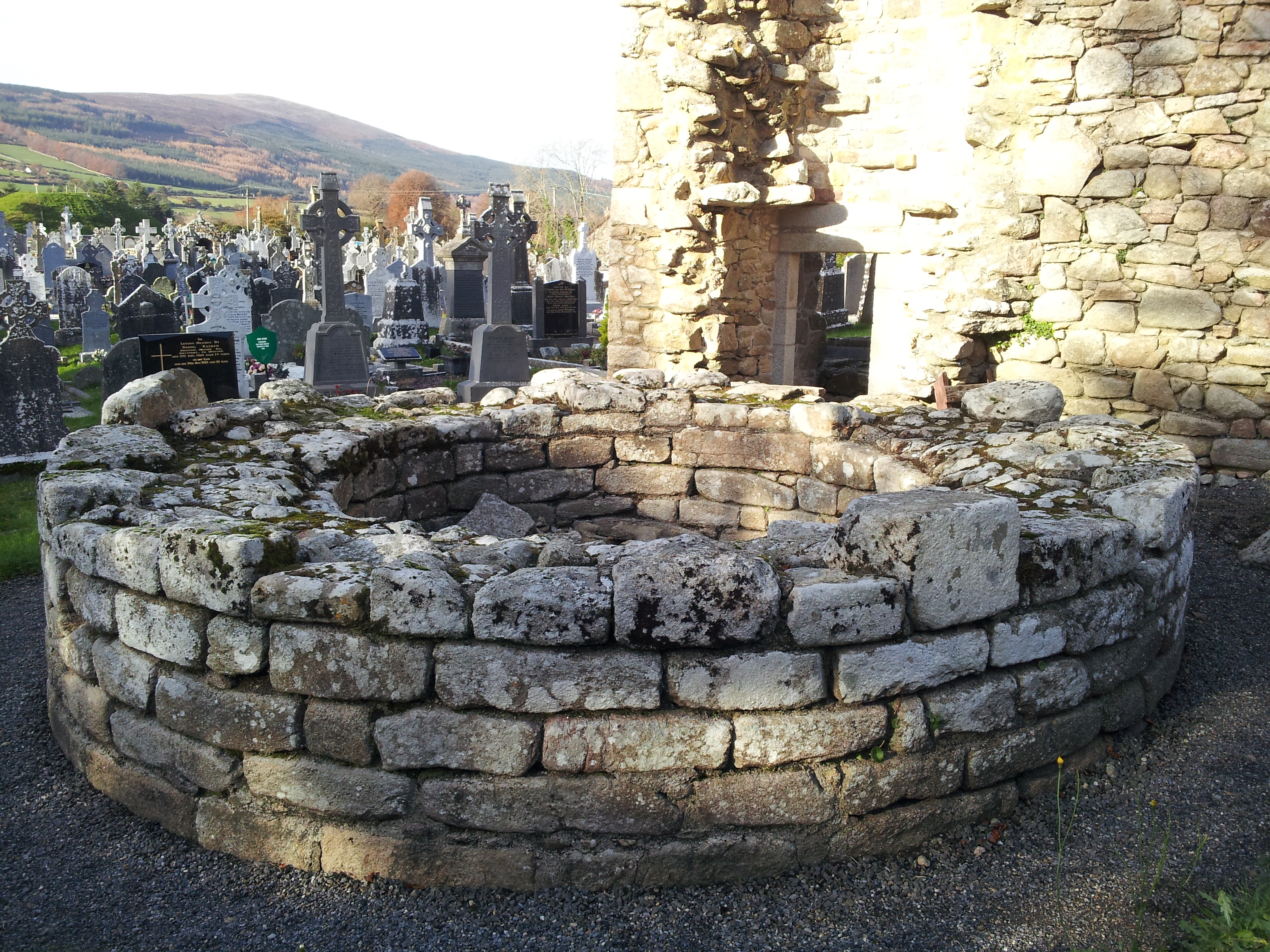
Rundturm
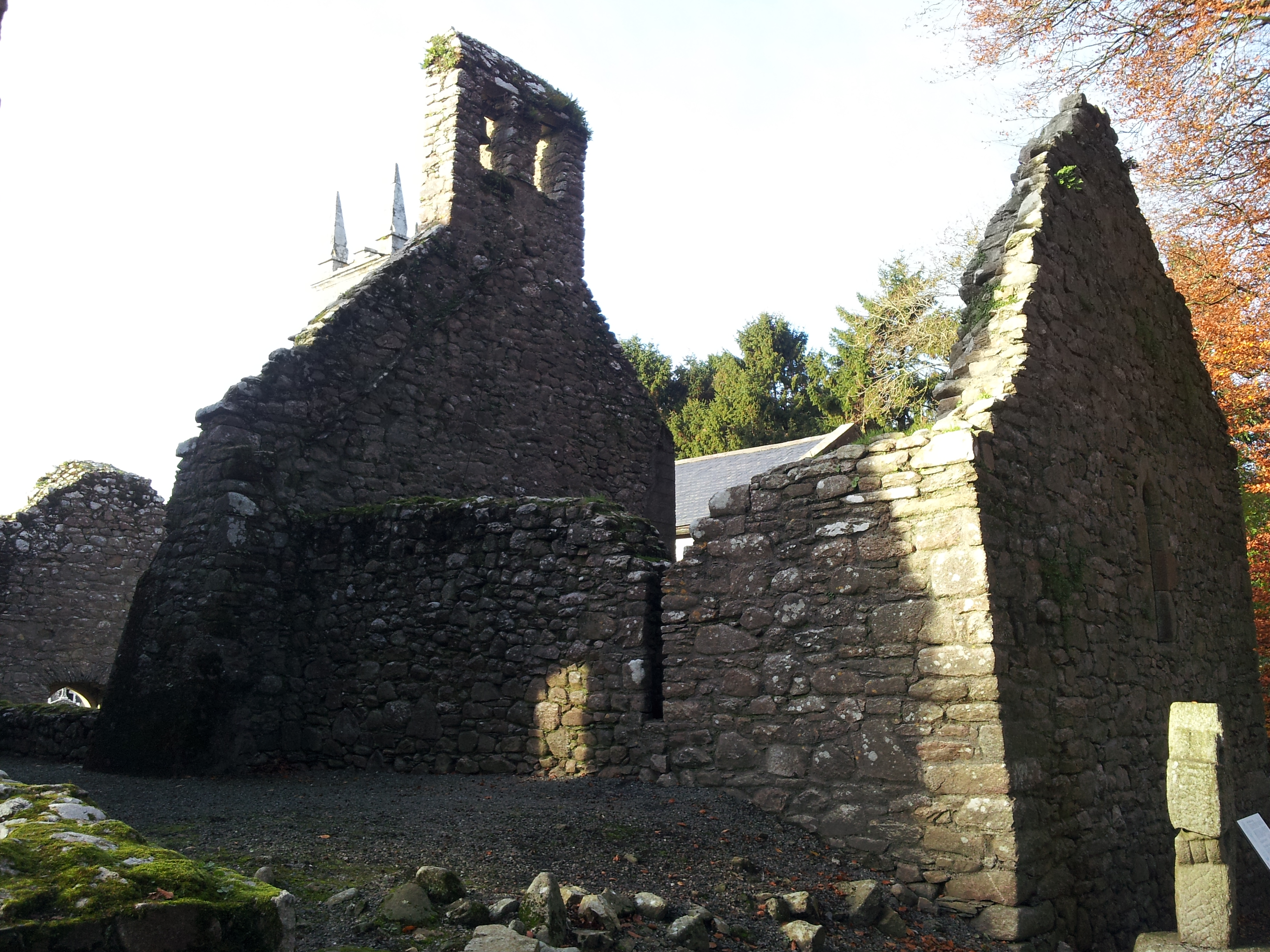
Teampall Mór
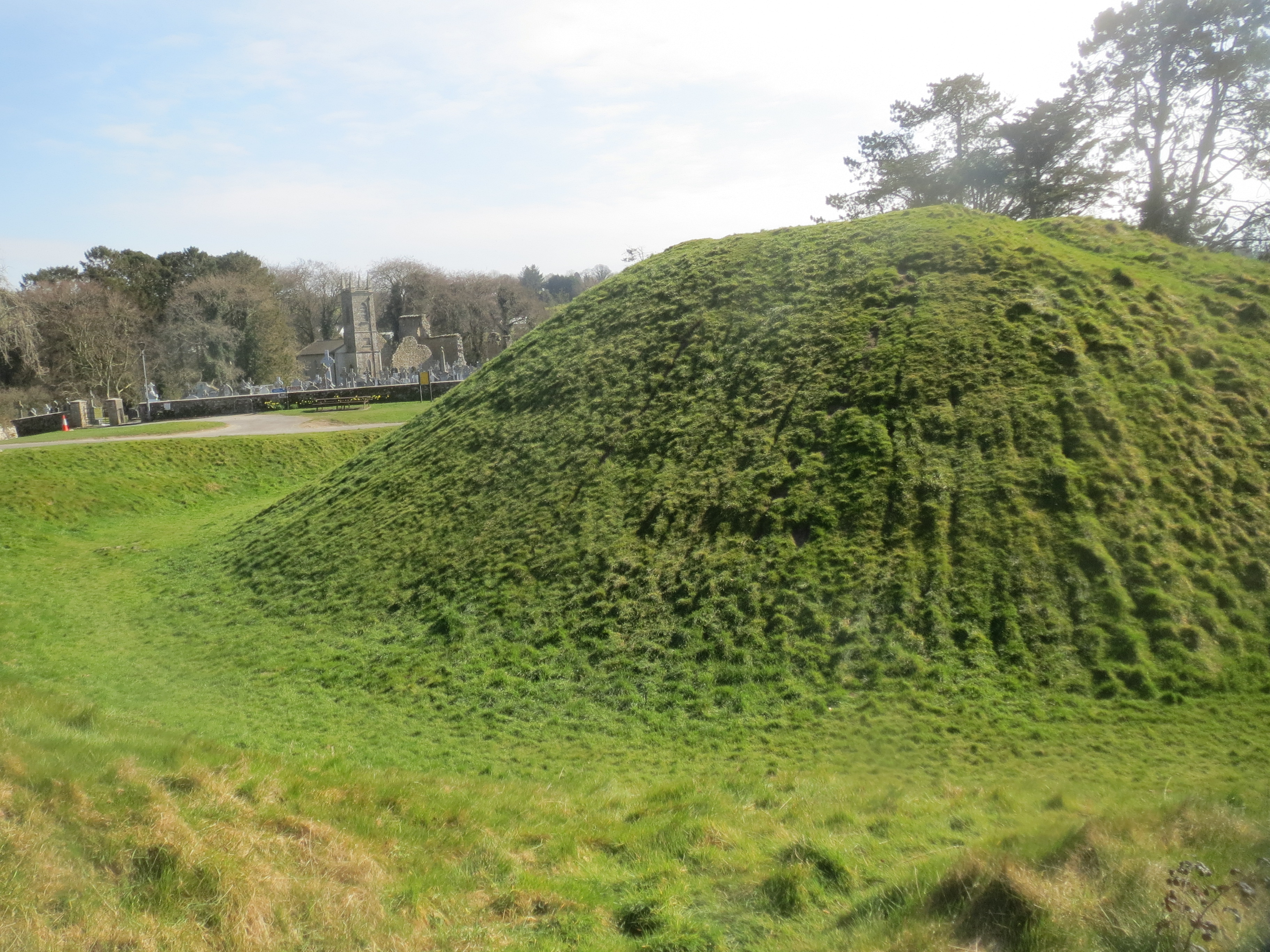
Motte

- Der 1 m hohe Stumpf eines Rundturms
- Ein (beschädigtes) Hochkreuz aus Granit mit einer Kreuzigungsdarstellung
- Die Ruine des Teampall Mór – der „großen Kirche“, deren älteste Teile aus der Zeit um das Jahr 1000 stammen
- Unmittelbar südlich davon sind die Reste einer größeren Kirche aus dem 15. Jahrhundert
- Die gut erhaltene Motte aus der Zeit der normannischen Eroberung
- Auf dem Friedhof befinden sich Gräber mit Grabsteinen aus dem späten 18. Jahrhundert mit gut erhaltenen Skulpturen.

- In der Bibliothek des Trinity Colleges in Dublin befindet sich das aus dem Kloster stammende Book of Mulling aus dem 8. Jahrhundert.

## Persönlichkeiten
- Patrick Teehan (1904–1985), Politiker